# 丝膜菌科
丝膜菌科（Cortinariaceae）是担子菌门下伞菌目的一科。具有絲狀保護膜保護菌褶及暗色孢印為本科主要特徵，大多有毒或不宜食用。